# Quernaphis tuberculata
Quernaphis tuberculata är en insektsart som först beskrevs av Takahashi, R. 1933.  Quernaphis tuberculata ingår i släktet Quernaphis och familjen långrörsbladlöss. Inga underarter finns listade i Catalogue of Life.